# Miraveche
Miraveche ist ein nordspanischer Ort und eine Gemeinde (municipio) mit nur noch 95 Einwohnern (Stand: 2024) im Nordosten der Provinz Burgos in der Autonomen Gemeinschaft Kastilien-León.

## Lage und Klima
Der Ort Miraveche liegt im Süden des Naturparks Montes Obarenes-San Zadornil in einer Höhe von etwa 800 m. Die Stadt Burgos liegt etwa 65 km (Fahrtstrecke) in südwestlicher Richtung entfernt; die nächstgelegene Stadt ist Miranda de Ebro (ca. 31 km östlich). Das Klima im Winter ist rau, im Sommer dagegen gemäßigt und warm; der für spanische Verhältnisse reichliche Regen (ca. 750 mm/Jahr) fällt überwiegend im Winterhalbjahr.

## Bevölkerungsentwicklung
| Jahr      | 1857 | 1900 | 1950 | 2000 | 2017 |
| Einwohner | 291  | 639  | 494  | 119  | 75   |

Die Mechanisierung der Landwirtschaft und die Aufgabe bäuerlicher Kleinbetriebe führten seit den 1950er Jahren zu einem Mangel an Arbeitsplätzen und einem deutlichen Rückgang der Einwohnerzahlen (Landflucht).

## Wirtschaft
In früheren Zeiten war Miraveche ein sich selbst versorgendes Bauerndorf in der fruchtbaren und deshalb landwirtschaftlich geprägten Umgebung der Bureba. Die Feldarbeit wird heute von nur wenigen Bauern verrichtet; einige Häuser werden im Sommer als Ferienwohnungen (casas rurales) vermietet.

## Geschichte
Aus keltischer Zeit stammt eine nahegelegene Nekropolis; aus römischer, westgotischer und islamischer Zeit wurden bislang keine Zeugnisse gefunden. Im 8. und frühen 9. Jahrhundert befand sich die Gegend unter islamischem Einfluss, doch wurde das Gebiet wegen des ungewohnt rauen und regnerischen Klimas von den Berbern weder dauerhaft besiedelt noch verteidigt. Ende des 9. Jahrhunderts erhielt der kastilische Graf Diego Rodríguez Porcelos von König Alfons III. von Asturien den Auftrag zur Wiederbesiedlung (repoblación) des entvölkerten Landes. Die erstmalige Erwähnung des Ortsnamens Miaraueg stammt aus dem Jahr 1122.

## Sehenswürdigkeiten
- Die Iglesia de Santa Eulalia ist der frühchristlichen Märtyrerin Eulalia von Mérida geweiht. Es ist eine äußerlich unscheinbare spätgotische Hallenkirche aus dem 16. Jahrhundert, deren drei Schiffe von imposanten Sterngewölben überspannt werden.

Umgebung
- Eine eisenzeitliche keltische Nekropolis befindet sich auf einer Anhöhe ca. 1 km außerhalb des Ortes. Mehrere rund 50 cm hohe Steine markieren die Gräber, so dass sie nicht aus Versehen doppelt belegt wurden. In einigen von ihnen fand man eiserne Schwerter als Grabbeigaben (siehe Gemeindewappen).[7]